# Миндинг, Фердинанд Готлибович
Фердинанд Готлибович Миндинг (нем. Ernst Ferdinand Adolf Minding; 1806, Калиш — 1885, Дерпт) — российский математик немецкого происхождения, почётный член Петербургской Академии наук (1879; член-корреспондент с 1864 года).

## Биография
Родился в семье юриста Готлиба Миндинга (1781–1816) в Калише; мать Модеста (?—1814) — дочь юриста из Риги Иоганна Валентина фон Хольста (1758–1841). Дата рождения имеет неопределённость, связанную с календарными стилями: «Neue deutsche Biographie» указывает, что он родился 30 декабря 1805 (11 января 1806) года, а по данным Архива истории математики Мактьютор дата рождения 23 января 1806 года.
В 1824 году окончил гимназию в Хиршберге и поступил в Галльский университет, где два семестра изучал филологию и философию. Затем перешёл в Берлинский университет, где продолжил учёбу, посещая курсы Гегеля, который в то время читал курсы по эстетике, философии религии, философии истории и истории философии. Он также посещал лекции историка Леопольда фон Ранке, который выступал против взглядов Гегеля на философию истории, сравнивая подходы этих учёных. Он также прослушал несколько лекций по естественным наукам и математике, уделяя своё внимание на философии; в математике он был в основном самоучкой. в 1828 году окончил Берлинский университет, а в следующем году в Галле защитил докторскую диссертацию «De valore intergralium duplicium quam proxime inveniendo». В 1830 году был принят приват-доцентом в Берлинский университет, но занять профессорскую кафедру в Берлине Миндингу не удалось. В 1843 году он получил предложение стать профессором Дерптского университета, покинул Германию и стал русским подданным.
В 1861 году получил Демидовскую премию за работы в области дифференциальных уравнений. В 1865 году Миндинг был избран членом-корреспондентом Петербургской Академии наук, а в 1879 году стал её почётным членом.
Умер 1 (13) мая 1885 года в Дерпте.
Среди его учеников был К. М. Петерсон.

## Научная деятельность
Миндинг успешно работал в различных областях математики:
- интегрирование дифференциальных уравнений 1-го порядка
- теория непрерывных дробей
- высшая алгебра
- теория алгебраических функций
- вариационное исчисление

Однако главные его достижения относятся к геометрии.

Псевдосфера Миндинга

В 1830 году была опубликована его статья «Замечание о развертывании кривых линий, принадлежащих поверхностям» (нем. Bemerkungen über die Abwickelung krummer Linien von Flachen). Миндинг исследует величину, позднее названную геодезической кривизной, и доказывает, что она относится к внутренней геометрии.
Миндинг существенно продвинул теорию изгибания поверхностей. В работах 1838—1848 гг. он вывел условия, необходимые и достаточные для того, чтобы одна поверхность была изгибанием другой. Попутно Миндинг получил ряд важных результатов для поверхностей постоянной кривизны; в частности, он показал, что поверхность вращения трактрисы имеет постоянную отрицательную кривизну. Позже Бельтрами назвал эту поверхность псевдосферой и выяснил, что на ней локально имеет место геометрия Лобачевского. Миндинг вплотную подошёл к теории Лобачевского (напечатанной в том же журнале в 1837 году), обнаружив (1840), что тригонометрия на псевдосфере получается из обычной заменой тригонометрических функций на гиперболические. Эта замена играла важнейшую роль в работе Лобачевского «Воображаемая геометрия»; однако до работ Бельтрами это совпадение оставалось незамеченным.

## Семья
Был женат на Августе Реглер (1810—1889) с 29 октября 1836 года. У них были сын и две дочери.